# Nyslåttjärnarna (Ramsjö socken, Hälsingland)
Nyslåttjärnarna är en sjö i Ljusdals kommun i Hälsingland och ingår i Ljusnans huvudavrinningsområde.